# Cocina California
La cocina California (California cuisine) es un movimiento culinario nacido en el estado estadounidense de California. No se trata de una gastronomía tradicional o popular, ya que no existe como tal una gastronomía diferenciada en California, sino más bien, un estilo de cocina creado por varios chefs californianos entre los años 1970 y 2000, marcado por la «fusión», o integración de diferentes estilos de cocina e ingredientes.
La comida suele ser preparada particularmente con una fuerte atención a la presentación. El término de la Cocina Californiana surgió como el resultado de movimientos culinarios en las últimas décadas y no debe confundirse con los alimentos tradicionales de California.

## Historia
Alice Waters, del restaurante Chez Panisse en Berkeley, California, es generalmente acreditada con la cocina originaria de California y mantiene la reputación de ofrecer la máxima experiencia en la cocina de Californiana. Su cocina se enfatiza principalmente en los ingredientes más frescos que están en la temporada y se adquieren únicamente de las granjas locales. 
Wolfgang Puck, de los restaurantes Spago, popularizó la cocina californiana al atender a grandes celebridades, tales como en las fiestas después de los premios Oscar . Poco después Puck se convirtió en una de las primeras chef celebridades. El restaurante de Puck "chinois" es atribuido a Richard Wing, que a finales de los años 1960 combinaba cocina francesa y china en el antiguo restaurante Imperial Dynasty en Hanford, California.
Jeremiah Tower fue un chef que trabajó para Alice Waters en Chez Panisse y después abrió su propio restaurante,  Stars, en San Francisco.  Tower, que se graduó de arquitectura de la universidad de Harvard, fue el primero en empezar la "presentación apilada". El éxito del restaurante Stars ayudó a la publicidad exagerada de la cocina californiana en lo que el "restaurante Stars come". En su apogeo, apareció en la portada de la revista Time Life y tenía restaurantes por todo el mundo.

## Ingredientes y platillos
El énfasis de la cocina californiana está en el uso de ingredientes locales y frescos en la cual son adquiridos diariamente en las granjas de California. Los menús son cambiados para adaptarse a la estación del año. Algunos restaurantes crean un nuevo menú cada día. 